# Wiesław Chrzanowski (prawnik)

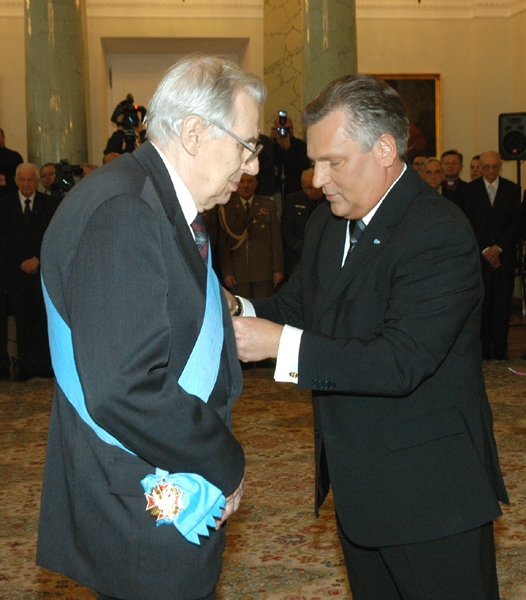
Prezydent Aleksander Kwaśniewski odznacza Wiesława Chrzanowskiego Orderem Orła Białego

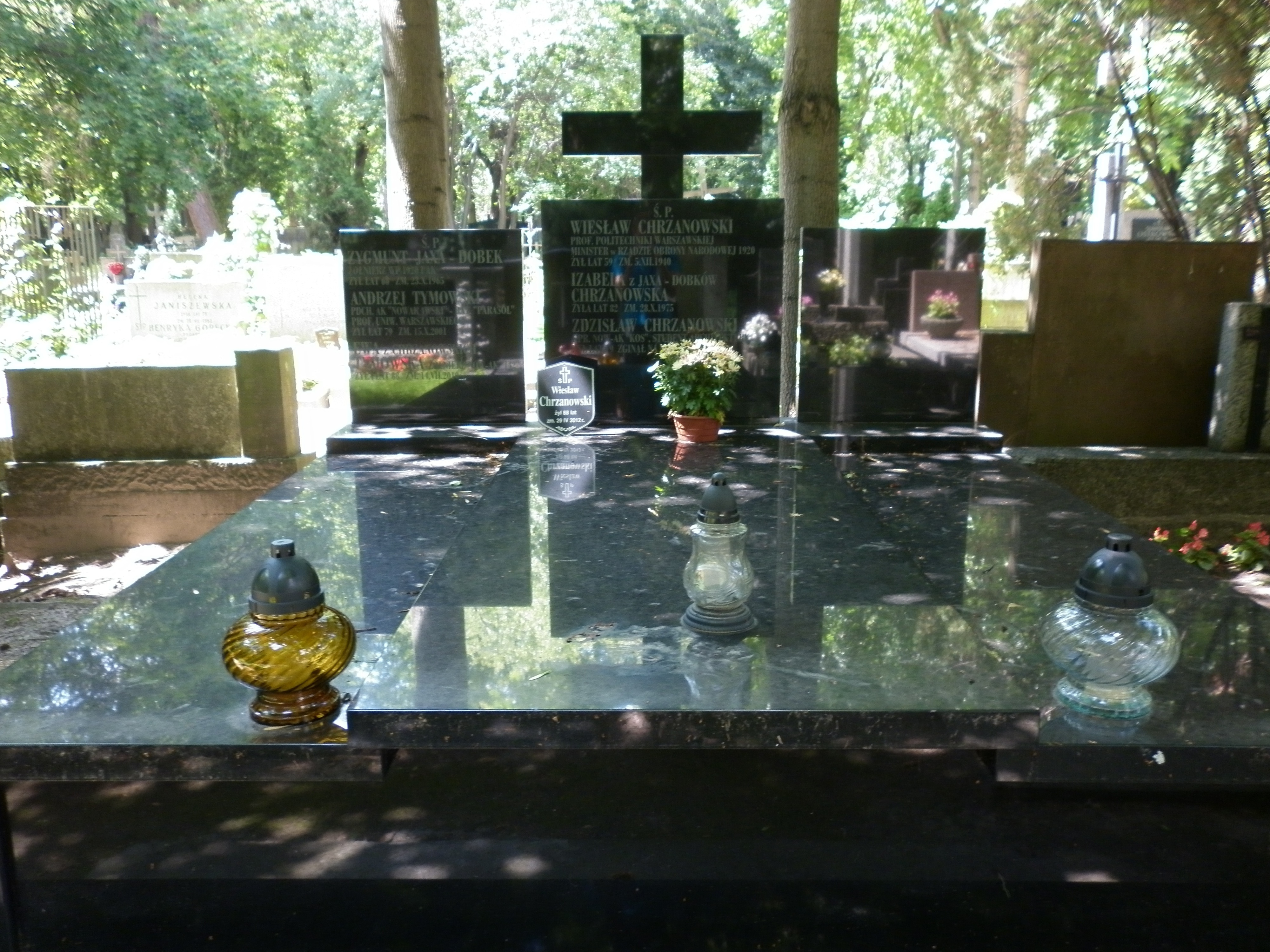
Grób Wiesława Chrzanowskiego na Starych Powązkach

Wiesław Marian Chrzanowski (ur. 20 grudnia 1923 w Warszawie, zm. 29 kwietnia 2012 tamże) – polski prawnik i polityk, adwokat, profesor nauk prawnych, żołnierz Armii Krajowej, powstaniec warszawski, założyciel i pierwszy prezes Zjednoczenia Chrześcijańsko-Narodowego, poseł i marszałek Sejmu I kadencji, senator IV kadencji, minister sprawiedliwości i prokurator generalny w rządzie Jana Krzysztofa Bieleckiego. Kawaler Orderu Orła Białego.

## Życiorys

### Wykształcenie i praca zawodowa
Syn Wiesława, inżyniera i konstruktora silników cieplnych, profesora Politechniki Lwowskiej i Politechniki Warszawskiej, ministra w okresie II RP, i Izabeli. W 1945 ukończył studia na Wydziale Prawa Uniwersytetu Jagiellońskiego. W 1975 uzyskał stopień naukowy doktora, a w 1979 doktora habilitowanego nauk prawnych. Otrzymał tytuł profesorski w zakresie nauk prawnych. Pracował jako wykładowca akademicki, był profesorem na Katolickim Uniwersytecie Lubelskim. W latach 1987–1990 pełnił funkcję prodziekana Wydziału Prawa Kanonicznego i Świeckiego KUL. Prowadził później zajęcia z zakresu prawa cywilnego w Uczelni Łazarskiego.

### Działalność publiczna

#### Do 1945
W 1940 z inicjatywy brata Zdzisława rozpoczął działalność konspiracyjną w Młodzieży Wielkiej Polski. W 1943 został współtwórcą konspiracyjnej organizacji Młodzież Wszechpolska. Walczył w szeregach Narodowej Organizacji Wojskowej, która weszła w skład Armii Krajowej. Jako żołnierz AK uczestniczył w powstaniu warszawskim. W stopniu kaprala podchorążego walczył w batalionie NOW-AK „Gustaw”, a następnie był żołnierzem batalionu „Harnaś”. We wrześniu został ranny podczas ataku na szpital. Po opuszczeniu Warszawy został skierowany do obozu w Pruszkowie.
Następnie należał do Narodowego Zjednoczenia Wojskowego. Działał w konspiracyjnych organizacjach o orientacji niepodległościowej, m.in. w Stronnictwie Narodowym i Związku Akademickim Młodzież Wszechpolska. W lipcu 1945 wraz z m.in. Tadeuszem Łabędzkim reaktywował pismo „Wszechpolak”. Był też redaktorem „Młodej Polski”. Związał się politycznie ze Stronnictwem Pracy, z którym współpracował od 1945.

#### Okres powojenny
W kwietniu 1946 został prezesem Chrześcijańskiego Związku Młodzieży „Ostoja”. W maju tego samego roku został aresztowany przez Urząd Bezpieczeństwa, a po kilku tygodniach zwolniony. Następnie przebywał w ukryciu do amnestii z 1947, kiedy się ujawnił. Podjął wówczas pracę w „Tygodniku Warszawskim”.
W latach 1948–1954 był ponownie więziony z powodów politycznych. 8 stycznia 1950 został skazany na karę 8 lat pozbawienia wolności. Na początku lipca 1954 opuścił zakład karny w Rawiczu jako tzw. urlopowany więzień karny. Od 1965 blisko współpracował z prymasem Stefanem Wyszyńskim. W latach 1956–1972 podejmował próby uzyskania uprawnień adwokata. Mimo kilku uchwał rady adwokackiej dopuszczających go do zawodu minister sprawiedliwości odrzucał jego wnioski. Wiesław Chrzanowski został radcą prawnym specjalizującym się w prawie spółdzielczym. Pełnił funkcję kierownika zespołu radców prawnych Centralnego Związku Spółdzielczości Budownictwa Mieszkaniowego, a od 1972 był pracownikiem naukowym Spółdzielczego Instytutu Badawczego.
W 1980 został doradcą Niezależnego Samorządnego Związku Zawodowego „Solidarność”, był współautorem statutu związku. W 1981 został ostatecznie dopuszczony do wykonywania zawodu adwokata. Współpracował z Centrum Obywatelskich Inicjatyw Ustawodawczych Solidarności.

#### III Rzeczpospolita
W 1989 był jednym z założycieli Zjednoczenia Chrześcijańsko-Narodowego, do 1994 pełnił funkcję prezesa zarządu głównego tej partii. Od 12 stycznia 1991 do 23 grudnia 1991 sprawował urząd ministra sprawiedliwości i prokuratora generalnego w rządzie Jana Krzysztofa Bieleckiego. W wyborach parlamentarnych w 1991 został wybrany na posła w okręgu lubelskim z listy Wyborczej Akcji Katolickiej. W Sejmie I kadencji zajmował stanowisko marszałka Sejmu. W wyborach w 1993 nie odnowił mandatu, startując z listy Katolickiego Komitetu Wyborczego „Ojczyzna”. W 1992 jego nazwisko znalazło się na tzw. liście Macierewicza. W 2000 sąd lustracyjny prawomocnie orzekł, że Wiesław Chrzanowski nie był agentem Służby Bezpieczeństwa. W latach 1997–2001 Wiesław Chrzanowski zasiadał w Senacie IV kadencji, został wybrany z listy Akcji Wyborczej Solidarność w województwie lubelskim. Od 2000 pełnił funkcję przewodniczącego Komisji Nadzwyczajnej Legislacji Europejskiej. W 2001 wycofał się z bieżącej działalności politycznej i nie ubiegał się o reelekcję.
W latach 2005–2010 był członkiem Rady Kuratorów Zakładu Narodowego im. Ossolińskich. Od kwietnia do maja 2011 był cyklicznym gościem audycji Świadkowie historii na antenie Programu I Polskiego Radia. W 2011 udzielił oficjalnego poparcia partii Polska Jest Najważniejsza.
Zmarł 29 kwietnia 2012. Uroczystości pogrzebowe z udziałem m.in. prezydenta RP Bronisława Komorowskiego i marszałek Sejmu VII kadencji Ewy Kopacz odbyły się 7 maja tego samego roku. Wiesław Chrzanowski został pochowany w grobie rodzinnym na cmentarzu Powązkowskim w Warszawie (kwatera 229–3–23/24).

## Odznaczenia, wyróżnienia i upamiętnienie
Ordery i odznaczenia
Postanowieniem z 10 grudnia 1993 uhonorowany został przez prezydenta Lecha Wałęsę Krzyżem Wielkim Orderu Odrodzenia Polski.
3 maja 2005 został odznaczony przez prezydenta Aleksandra Kwaśniewskiego Orderem Orła Białego. W 2007 prezydent Lech Kaczyński powołał go do kapituły tego orderu.
W 2010 został odznaczony Orderem Świętego Grzegorza Wielkiego, przyznanym przez papieża Benedykta XVI.
Wyróżnienia
Został uhonorowany przez rady miejskie tytułami honorowego obywatela Warszawy (2007) oraz Lublina (2010). W 2007 został uhonorowany Wielką Odznaką Adwokatura Zasłużonym.
Był również członkiem honorowym Klubu Konserwatywnego w Łodzi.
Upamiętnienie
W 2013 imię Wiesława Chrzanowskiego nadano sali nr 24 w budynku Komisji Sejmowych, a także auli reprezentacyjnej Uczelni Łazarskiego. W 2014 na bloku mieszkalnym przy ul. Solec 79a, w którym mieszkał w latach 1966–2012 i w którym zmarł, odsłonięto tablicę pamiątkową. Wiesław Chrzanowski został również patronem XXIV promocji Krajowej Szkoły Administracji Publicznej w Warszawie. W kwietniu 2022 w dziesiątą rocznicę śmierci polityka w Sejmie zorganizowano wystawę Marszałek Wiesław Chrzanowski (1923–2012) – polityk, prawnik, mistrz. W 2023 do obiegu wszedł znaczek pocztowy z wizerunkiem Wiesława Chrzanowskiego (który zaprojektował Paweł Myszka).